# Elecciones del Distrito Metropolitano de Quito de 2019
Las elecciones del Distrito Metropolitano de Quito de 2019 hacen referencia al proceso electoral que se llevó a cabo el 24 de marzo de 2019. Las elecciones metropolitanas determinaron, por sufragio directo de los electores, las dignidades que encabezarían el cabildo metropolitano por un período de cuatro años comprendidos entre el 2019 y el 2023. Se eligió a un alcalde metropolitano y a 21 Concejales Metropolitanos de los cuales 15 son representantes de las parroquias urbanas y 6 de las parroquias rurales del Distrito.

## Antecedentes

### Etapa preelectoral
Tras las elecciones presidenciales de Ecuador de 2017, se incrementó el interés por las elecciones municipales, especialmente las de Guayaquil y Quito. 

#### Precandidaturas retiradas
| Lista | Logo          | Partido / Movimiento     | Precandidato            | Fecha de retiro                                  | Razón                                   | Ref               |
| ----- | ------------- | ------------------------ | ----------------------- | ------------------------------------------------ | --------------------------------------- | ----------------- |
| 2     |               | Unidad Popular           | Natasha Rojas           | 20 de diciembre de 2018                          | Se inscribe como candidata a Concejal.  | [ 1 ]             |
| 6     |               | Partido Social Cristiano | Roque Sevilla           | 9 de julio de 2018                               | Motivos personales                      | [ 2 ]             |
| 6     | Mauricio Pozo | Partido Social Cristiano | 10 de diciembre de 2018 | No concreción de alianzas entre otros candidatos | [ 3 ]                                   |                   |
| 10    |               | Partido FE               | Christian Villagómez    | 16 de diciembre del 2018                         | Partido designa a un nuevo candidato    | [ 4 ]             |
| 61    |               | Movimiento VIVE          | Antonio Ricaurte        | 9 de julio de 2018                               | Endosa a Paco Moncayo                   | [ 2 ]             |
| 23    |               | Movimiento SUMA          | Mauricio Rodas          | 12 de junio del 2018                             | Motivos personales y familiares         | [ 5 ] [ 6 ] [ 7 ] |
| 23    | Juan Zapata   | Movimiento SUMA          | 4 de noviembre del 2018 | Candidato a la prefectura de Pichincha           | [ 8 ]                                   |                   |
| 35    |               | Alianza PAIS             | María José Carrión      | 20 de diciembre del 2018                         | Movimiento decide no postular candidato | [ 9 ]             |
| 65    |               | Movimiento Ahora         | Daniela Chacón          | 18 de diciembre de 2018                          | Candidatura descalificada               | [ 10 ] [ 8 ]      |
| -     | -             | Independiente            | Francisco Lamiña        | 21 de diciembre del 2018                         | No encuentra apoyo partidista           | [ 8 ]             |
| -     | -             | Independiente            | Ivonne Von Lippke       | 21 de diciembre del 2018                         | No encuentra apoyo partidista           | [ 8 ]             |

## Distritos Electorales para elección de concejales
Los concejales urbanos se eligen por distritos. El Consejo Nacional Electoral (CNE) anunció que para la elección de los 15 concejales urbanos, el área urbana de Quito D.M. se divide en 3 distritos; Norte, Centro y Sur.
| Distrito          | Parroquias del Distrito Electoral | Concejales que eligen |
| ----------------- | --- | --------------------- |
| Distrito 1 Norte  | 12 Parroquias:El Inca Carcelén Ponceano Jipijapa Kennedy Iñaquito Rumipamba Cochapamba Comité del Pueblo Concepción Cotocollao El Condado | 5 concejales          |
| Distrito 2 Centro | 10 Parroquias:Belisario Quevedo Centro Histórico Chilibulo Chimbacalle Mariscal Sucre Itchimbía San Juan Magdalena Puengasí La Libertad   | 5 concejales          |
| Distrito 3 Sur    | 10 Parroquias:Guamaní Chillogallo Quitumbe La Argelia San Bartolo La Ecuatoriana Solanda Turubamba La Mena La Ferroviaria                 | 5 concejales          |

Además los habitantes de las 32 parroquias rurales eligen 6 concejales, por lo que técnicamente dichas parroquias conforman un cuarto distrito electoral.

## Candidaturas
| Lista    | Logo | Partido / Movimiento                                         | Candidato                     | Cargos Previos                                                                | Ref                |
| -------- | ---- | ------------------------------------------------------------ | ----------------------------- | ----------------------------------------------------------------------------- | ------------------ |
| 1        |      | Centro Democrático                                           | Xavier Buendía Venegas        | Coordinador nacional del movimiento Somos Ciudadanos                          | [ 12 ]             |
| 3        |      | Partido Sociedad Patriótica                                  | Andres Benavides Ponce        | Periodista deportivo                                                          | [ 13 ]             |
| 4 17     |      | Movimiento Ecuatoriano Unido Partido Socialista Ecuatoriano  | María Sol Corral Zambrano     | Segunda Vicepresidenta del Concejo Metropolitano de Quito (2009 - 2014)       | [ 14 ]             |
| 5        |      | Fuerza Compromiso Social                                     | Luisa Maldonado Morocho       | Concejala de Quito - Distrito Sur (2009 - 2018)                               | [ 15 ]             |
| 6        |      | Partido Social Cristiano                                     | Paola Vintimilla Moscoso      | Asambleísta Nacional (2017-2018)                                              | [ 16 ]             |
| 7        |      | Adelante Ecuatoriano Adelante                                | Edgar Jácome Tipan            | Empresario                                                                    | [ 17 ]             |
| 8        |      | Avanza                                                       | Andrés Pasquel Espin          | Dirigente estudiantil                                                         | [ 18 ]             |
| 9        |      | Movimiento Libertad es Pueblo                                | Carlos Sevilla Dalgo          | Director Técnico de Fútbol                                                    | [ 9 ]              |
| 10       |      | Partido FE                                                   | Víctor Hugo Erazo Rodríguez   | Presidente del Movimiento Acuerdo Nacional                                    |                    |
| 11       |      | Movimiento Justicia Social                                   | Olivio Sarzoza Madril         | Empresario                                                                    | [ 19 ]             |
| 12 20 61 |      | Izquierda Democrática Movimento Democracia Sí Movimento Vive | Paco Moncayo Gallegos         | Alcalde Metropolitano de Quito (2000 - 2009)                                  | [ 5 ] [ 20 ] [ 8 ] |
| 18       |      | Pachakutik                                                   | Pablo Dávalos Aguilar         | Economista                                                                    | [ 5 ] [ 20 ] [ 8 ] |
| 19       |      | Unión Ecuatoriana                                            | Jorge Yunda Machado           | Asambleísta Nacional (2017 - 2018)                                            | [ 5 ] [ 20 ] [ 8 ] |
| 21 65    |      | Movimiento CREO Movimiento Ahora                             | Juan Carlos Holguín Maldonado | Empresario y dirigente de fútbol                                              | [ 5 ] [ 20 ] [ 8 ] |
| 33       |      | Movimiento Nacional Juntos Podemos                           | Juan Carlos Solines Moreno    | Presidente Ejecutivo del Consejo Nacional de Telecomunicaciones (2005 - 2007) | [ 5 ] [ 20 ] [ 8 ] |
| 51       |      | Concertación                                                 | César Montúfar Mancheno       | Asambleísta Nacional (2009-2013)                                              | [ 21 ]             |
| 70       |      | Movimiento Todos                                             | Patricio Guayaquil Cortez     | Gerente de la Empresa Municipal de Rastro (2000 - 2004)                       | [ 22 ]             |
| 71       |      | Acción Democrática Ecuatoriana                               | José Vásquez Castro           | Líder de ADE                                                                  | [ 14 ]             |

## Sondeos de intención de voto

### 2018

#### Primer Trimestre
| Fecha     | Fuente       | Paco Moncayo | Augusto Barrera | Mauricio Rodas | Andrés Paez | Esteban Paz | Mauricio Pozo | Roque Sevilla | María Romo | Pabel Muñoz | Natasha Rojas | Jorge Yunda | Gustavo Baroja | Juan Carlos Holguín | Juan Zapata | Daniela Chacón | Antonio Ricaurte | Eduardo del Pozo | Virgilio Hernández Enríquez |
| --------- | ------------ | ------------ | --------------- | -------------- | ----------- | ----------- | ------------- | ------------- | ---------- | ----------- | ------------- | ----------- | -------------- | ------------------- | ----------- | -------------- | ---------------- | ---------------- | --------------------------- |
| 04/02/18  | CMS          | 23,60%       | 18%             | 7,2%           | -           | -           | 5%            | -             | -          | -           | -             | -           | -              | -                   | -           | -              | -                | -                | -                           |
| 02/03/18  | Latamsense   | 21,40%       | 16,8%           | 8%             | 8,8%        | 7%          | -             | 4,8%          | 4,2%       | 2,6%        | 2,4%          | -           | -              | -                   | -           | -              | -                | -                | -                           |
| 5-6/05/18 | Click Report | 36,10%       | -               | 10%            | -           | -           | -             | 12,9%         | -          | -           | -             | 24,7%       | 9,5%           | 2,9%                | -           | -              | -                | -                | -                           |
| 2-3/05/18 | Latamsense   | 27,8%        | -               | -              | -           | -           | 3,4%          | -             | -          | -           | -             | 17,4%       | 5,4%           | -                   | 12,4%       | 4,4%           | 4,4%             | 2,8%             | 1,4%                        |

#### Segundo Trimestre
| Fecha           | Fuente              | Paco Moncayo | Jorge Yunda | Paola Vintimilla | María Sol Corral | Juan Carlos Holguín | Mauricio Pozo | Gustavo Baroja | Andrés Páez | César Montúfar | Augusto Barrera | Xavier Buendía | Fernando Carrión | Carlos Sevilla | Marcelo Larrea | Daniela Chacon | Ivone Von Lippke | Juan Zapata |
| --------------- | ------------------- | ------------ | ----------- | ---------------- | ---------------- | ------------------- | ------------- | -------------- | ----------- | -------------- | --------------- | -------------- | ---------------- | -------------- | -------------- | -------------- | ---------------- | ----------- |
| 6, 7 y 8/07/18  | Click Report        | 45,0%        | 16,6%       | 6,3%             | 9,3%             | 3,7%                | -             | -              | -           | -              | -               | -              | -                | -              | -              | -              | -                | -           |
| 03/09/18        | Perfiles de Opiniòn | 34%          | 20%         | -                | 12%              | -                   | 4%            | -              | -           | 6%             | -               | -              | -                | -              | -              | 3%             | 2%               | -           |
| 03/09/18        | Click Report        | 35%          | 14%         | -                | -                | -                   | 5%            | -              | -           | 0,2%           | 8%              | 0,2%           | -                | -              | -              | -              | -                | -           |
| 03/09/18        | Click Report        | 30%          | 10%         | -                | -                | -                   | -             | -              | -           | 2%             | 10%             | 2%             | -                | -              | -              | -              | -                | 21%         |
| 03/09/18        | Click Report        | -            | 15%         | -                | -                | -                   | -             | -              | -           | 3%             | 10%             | 2%             | -                | -              | -              | -              | -                | 37%         |
| 8, 9 y 10/09/18 | Click Report        | 34,5%        | 10,5%       | -                | -                | 5,0%                | 7,4%          | 7,1%           | 2,9%        | 2,6%           | 1,6%            | 1,3%           | 0,5%             | 0,5%           | 0,3%           | -              | -                | -           |

#### Tercer Trimestre
| Fecha             | Fuente       | Paco Moncayo | Jorge Yunda | Mauricio Pozo | César Montúfar | Daniela Chacon | Juan Carlos Holguín | Andrés Páez | Augusto Barrera | Fander Falconí | Xavier Buendía | Ivone Von Lippke | Francisco Lamiña | Gustavo Baroja | Mauricio Rodas | Juan Zapata | Antonio Ricaurte | María José Carrión | María Sol Corral |
| ----------------- | ------------ | ------------ | ----------- | ------------- | -------------- | -------------- | ------------------- | ----------- | --------------- | -------------- | -------------- | ---------------- | ---------------- | -------------- | -------------- | ----------- | ---------------- | ------------------ | ---------------- |
| 18/09/18          | Eureknow     | 22%          | 7%          | 9%            | 12%            | 5%             | 5%                  | -           | -               | -              | -              | -                | -                | 7%             | 6%             | 13%         | 4%               | -                  | -                |
| 5, 6 y 7/10/18    | Click Report | 35,9%        | 11,8%       | 7,6%          | 1,3%           | 1,3%           | 5,3%                | 3,6%        | 3,4%            | 2,6%           | 1,1%           | 1,1%             | 0,5%             | -              | -              | -           | -                | -                  | -                |
| 11-16/10/18       | Focus        | 29,8%        | 9,5%        | 6%            | 6,4%           | 4,3%           | 6%                  | -           | -               | -              | -              | -                | -                | 4,8%           | -              | -           | -                | -                  | -                |
| 14, 15 y 16/11/18 | Click Report | 35,5%        | 20%         | 7,6%          | -              | -              | 5,5%                | -           | -               | -              | -              | -                | -                | -              | -              | -           | -                | 5,8%               | -                |
| 13/12/18          | OPE          | 36,6%        | 12,5%       | 1,9%          | 2,4%           | 1,0%           | 1,7%                | -           | -               | -              | -              | 1,1%             | -                | -              | -              | -           | -                | 2,4%               | 7,3%             |

### 2019
| Fecha         | Fuente       | Paco Moncayo | Jorge Yunda | Juan Carlos Holguín | Paola Vintimilla | Luisa Maldonado | Juan Carlos Solines | César Montúfar | María Sol Corral | Pablo Davalos | Víctor Hugo Erazo | Andrés Pasquel | Andres Benavides | Patricio Guayaquil | Edgar Jácome | José Vásquez | Carlos Sevilla | Xavier Buendía | Olivio Sarzoza | Otros candidatos | Nulos  | Blancos | NS/NC  |
| ------------- | ------------ | ------------ | ----------- | ------------------- | ---------------- | --------------- | ------------------- | -------------- | ---------------- | ------------- | ----------------- | -------------- | ---------------- | ------------------ | ------------ | ------------ | -------------- | -------------- | -------------- | ---------------- | ------ | ------- | ------ |
| 12-16/01/2019 | Click Report | 31,8%        | 7,4%        | 4,5%                | 3,4%             | 3,2%            | -                   | -              | -                | -             | -                 | -              | -                | -                  | -            | -            | -              | -              | -              | 11,3%            | 28,6%  | 9,5%    | -      |
| 12-16/01/2019 | Market       | 32,63%       | 10,26%      | 3,42%               | 3,68%            | 8,95%           | -                   | 3,95%          | 3,68%            | -             | -                 | -              | -                | -                  | -            | -            | -              | -              | -              | -                | -      | -       | -      |
| 17-20/02/2019 | Datanalyse   | 28,20%       | 14,36%      | 5,42%               | 5,16%            | 16,25%          | 6,33%               | 3,32%          | -                | -             | -                 | -              | -                | -                  | -            | -            | -              | -              | -              | 2,87%            | 4,57%  | 4,05%   | 9,47%  |
| 9-16/02/2019  | Eureknow     | 19,30%       | 16,90%      | 5,30%               | 4,40%            | 14,10%          | 7,70%               | 13,30%         | 4,40%            | 1,50%         | 1,20%             | 0,50%          | 0,50%            | 0,40%              | 0,30%        | 0,30%        | 0,30%          | 0,10%          | 0,10%          | -                | 8,90%  | 8,90%   | -      |
| 23-26/02/2019 | Click Report | 30,60%       | 10,20%      | 3,95%               | 5,50%            | 11,50%          | -                   | 3,20%          | -                | -             | -                 | -              | -                | -                  | -            | -            | -              | -              | -              | 11,77%           | 11,53% | 7,80%   | -      |
| 11/03/2019    | Datanalyse   | 25,70%       | 13,40%      | 4,30%               | 4,20%            | 21,30%          | 5,70%               | 2,50%          | -                | -             | -                 | -              | -                | -                  | -            | -            | -              | -              | -              | 2,70%            | 3,80%  | 43,00%  | 13,30% |
| 11/03/2019    | Eureknow     | 29,20%       | 22,40%      | 2,50%               | 1,80%            | 10,90%          | 2,10%               | 14,50%         | 3,10%            | 0,40%         | 0,30%             | 0,20%          | 0,10%            | 0,20%              | 0,10%        | 0,60%        | 0,20%          | 0,00%          | 0,10%          | -                | 11,30% | 11,30%  | -      |

## Resultados

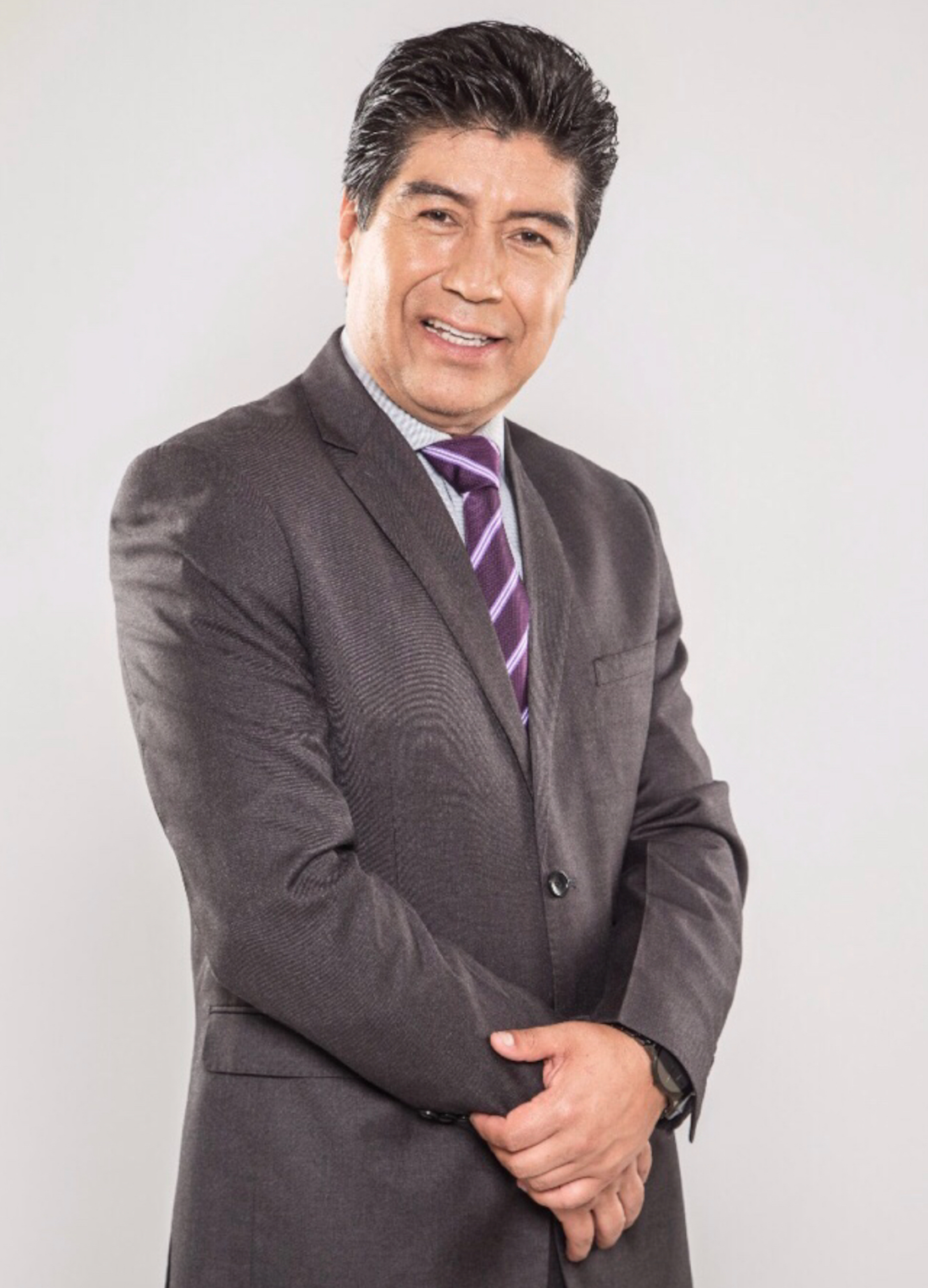
Jorge Yunda, Alcalde Metropolitano de Quito electo.

### Alcaldía
|  | 21.39 % |

|  | 18.42 % |

|  | 17.78 % |

|  | 16.93 % |

|  | 6.86 % |

|  | 4.41 % |

|  | 3.53 % |

|  | 2.09 % |

|  | 1.96 % |

|  | 1.93 % |

|  | 1.14 % |

|  | 0.74 % |

|  | 0.74 % |

|  | 1.27 % |

|  | 0.51 % |

|  | 0.35 % |

|  | 0.30 % |

|  | 0.30 % |

|  | 100 % |

### Nómina de Concejales Metropolitanos Electos

#### Distrito Urbano Norte
| Partido                  | Concejal               |
| ------------------------ | ---------------------- |
| Fuerza Compromiso Social | Soledad Benítez Burgos |
| Fuerza Compromiso Social | Luis Robles            |
| Concertación             | Juan Manuel Carrión    |
| CREO                     | Luz Elena Coloma       |
| Izquierda Democrática    | Bernardo Abad          |

#### Distrito Urbano Centro
| Partido                  | Concejal                 |
| ------------------------ | ------------------------ |
| Fuerza Compromiso Social | Juan Carlos Fiallo Cobos |
| Fuerza Compromiso Social | Brith Vaca Chicaiza      |
| Unión Ecuatoriana        | Marco Collaguazo         |
| Izquierda Democrática    | Analia Ledesma           |
| Concertación             | Omar Cevallos            |

#### Distrito Urbano Sur
| Partido                      | Concejal           |
| ---------------------------- | ------------------ |
| Fuerza Compromiso Social     | Orlando Nuñez      |
| Fuerza Compromiso Social     | Blanca Paucar      |
| Fuerza Compromiso Social     | Mónica Sandoval    |
| Unión Ecuatoriana            | Santiago Guarderas |
| Izquierda Democrática - Vive | Mario Granda       |

#### Distrito Rural
| Partido                  | Concejal                  |
| ------------------------ | ------------------------- |
| Fuerza Compromiso Social | Luis Reina Chamorro       |
| Fuerza Compromiso Social | Gissela Chala Reinoso     |
| Izquierda Democrática    | Andrea Hidalgo Maldonado  |
| Unión Ecuatoriana        | René Bedón Garzón         |
| Movimiento CREO          | Eduardo del Pozo          |
| Concertación             | Fernando Morales Enríquez |

Fuente: